# Gonyaulacysta
Gonyaulacysta, rod fosilnih kromista smješten u razred Dinophyceae ali neustanovljene pripadnosti redu i porodici. Na popisu je pet taksonomski priznatih vrsta

## Vrste
1. Gonyaulacysta boreas R.J.Davey
2. Gonyaulacysta filapicata H.Gocht
3. Gonyaulacysta kunzeviensis (Vozzhennikova) Davies
4. Gonyaulacysta polythyris R.J.Davey
5. Gonyaulacysta teicha R.J.Davey